# Otto Krayczyrski
Otto Krayczyrski (ur. 18 września 1876 w Dąbrówce Dolnej, zm. ?) – niemiecki nauczyciel, duchowny rzymskokatolicki, działacz mniejszości niemieckiej w Polsce, radny Rady Miejskiej w Katowicach, poseł na Sejm Rzeczypospolitej Polskiej I i II kadencji. 

## Życiorys
Urodził się 18 września 1876 roku w Dąbrówce Dolnej. Ukończył gimnazjum realne w Opolu oraz studia filozoficzne i teologiczne na uniwersytecie we Wrocławiu. 20 czerwca 1903 roku przyjął święcenia kapłańskie, po czym został wikarym, a następnie administratorem parafii w Markowicach i Tarnowcu na Śląsku Opolskim. W 1911 roku złożył egzamin państwowy na nauczyciela szkół średnich i w tym samym roku został nauczycielem religii w żeńskim gimnazjum w Katowicach (późniejsze VIII Liceum Ogólnokształcące im. Marii Skłodowskiej-Curie w Katowicach).
Zaangażował się w działalność polityczną. W 1903 roku został członkiem Niemieckiej Partii Centrum. W 1919 roku został radnym Rady Miejskiej w Katowicach, a po rezygnacji w marcu 1923 roku Maxa Reichela ze stanowiska przewodniczącego Rady Miejskiej objął on to stanowisko. Doszło o nie do ostrej walki, w której Polacy promowali na przewodniczącego Jana Piechulka, a ks. Ottonowi Krayczyrskiemu zarzucano, że słabo znał język polski. Wojewoda śląski Tadeusz Koncki 21 marca 1924 roku z uwagi na konflikty i niemiecki charakter rady dokonał jej rozwiązania i powołał w jej miejsce radę komisaryczną, której przewodniczącym został Jan Piechulek. Ks. Otto Karczyński nie znalazł się w nowej Radzie Miejskiej, a ponownie wybrano go na radnego w wyborach komunalnych 14 listopada 1926 roku, będąc wówczas członkiem Niemieckiego Katolickiego Stronnictwa Ludowego, do którego dołączył w 1924 roku.
Wraz z działalnością w katowickiej Radzie Miejskiej został posłem na Sejm Rzeczypospolitej Polskiej I kadencji (1922–1927), wybranego z okręgu wyborczego nr 38 Królewska Huta, Świętochłowice, Lubliniec i Tarnowskie Góry. Zasiadał w klubie Zjednoczonych Posłów Niemieckich i pracował w Komisji Zdrowia Publicznego. W tym czasie był członkiem zarządu Związku Niemieckich Katolików w Polsce i działaczem Unii Międzyparlamentarnej. Do Sejmu Rzeczypospolitej Polskiej II kadencji (1928–1930) kandydował z okręgu wyborczego nr 39 miasto Katowice i powiat Katowice. Był on wówczas parlamentarzystą Niemieckiego Klubu Parlamentarnego, a pracował w Komisji Budżetowej i Komisji Zdrowia Publicznego.
W późniejszym okresie przeprowadził się do Strzelc Opolskich, gdzie objął stanowisko katechety w miejscowym gimnazjum. W 1932 roku prasa zarzucała mu agitację antypolską, będąc wówczas członkiem Hakaty.
Jego data i miejsce śmierci nie są znane.

## Życie prywatne
Był synem pedagoga Rudolfa i Marthy z d. Schwalbe. W okresie, gdy był posłem na Sejm Rzeczypospolitej Polskiej mieszkał przy ulicy T. Kościuszki 33 w Katowicach.